# Oliva taggiasca
L'oliva taggiasca è una cultivar di olivo, tipica soprattutto del Ponente ligure ed in particolare di tutta la Provincia di Imperia. In Provincia di Savona è tipicamente coltivata solo nella Val Merula andorese, nell'alassino e nella Val Lerrone ingauna.
È così chiamata per la località di cui è originaria, Taggia. Gli innesti di oliva taggiasca furono nei secoli diffusi in tutta Italia, sebbene la coltivazione maggiore sia sempre rimasta nella provincia di Imperia; questa varietà risulta essere una delle più rinomate per produzione di olio extravergine e una delle migliori olive da mensa, poiché il frutto è molto gustoso.

## Caratteristiche

### In generale
Pianta che può raggiungere anche grandi dimensioni (15m d'altezza), coi rami ben aperti e portamento pendulo. Di buona vigoria; capacità rizogena non eccellente. Le mignole sono medie, sia per lunghezza che quanto a numero di fiori, ed hanno un aborto ovarico basso.

### Produzione e olio
Benché sia molto suscettibile alle avversità principali, ha produttività elevata e costante; matura tardivamente (gennaio). Il frutto, di forma ellittico-cilindrica e leggermente più grosso alla base, ha altissimo contenuto in olio (25-26%), che oltretutto è molto pregiato; esso è di colore giallo (giallo-verde nel savonese), dall'odore di fruttato maturo e dal sapore anche fruttato con sensazione decisa di dolce, sfumatura di piccante e sentori di mandorla e pinolo; l'acidità massima totale è inferiore allo 0,5%, a riprova delle alte qualità organolettiche del prodotto. Spesso quest'olio è pure impiegato nelle miscele per "tagliare" altri olii e conferire ad essi un tocco elegante. 
Dal gennaio 1997 è stata istituita, per questa coltura, la denominazione di origine protetta, legata a un olio extravergine di oliva detto "Riviera Ligure DOP".
Quest'olio si utilizza in gastronomia in molti dei piatti liguri, a base sia di carne sia di pesce, in particolare negli umidi. Tra questi i più conosciuti sono: coniglio in umido alla ligure (o alla sanremese), agnello alle olive, roast beef alla salsa di olive, baccalà alla levantina, cappunadda, olive in salamoia.
Infine anche le olive crude, essendo molto aromatiche, sono assai apprezzate e rinomate per il consumo da mensa.

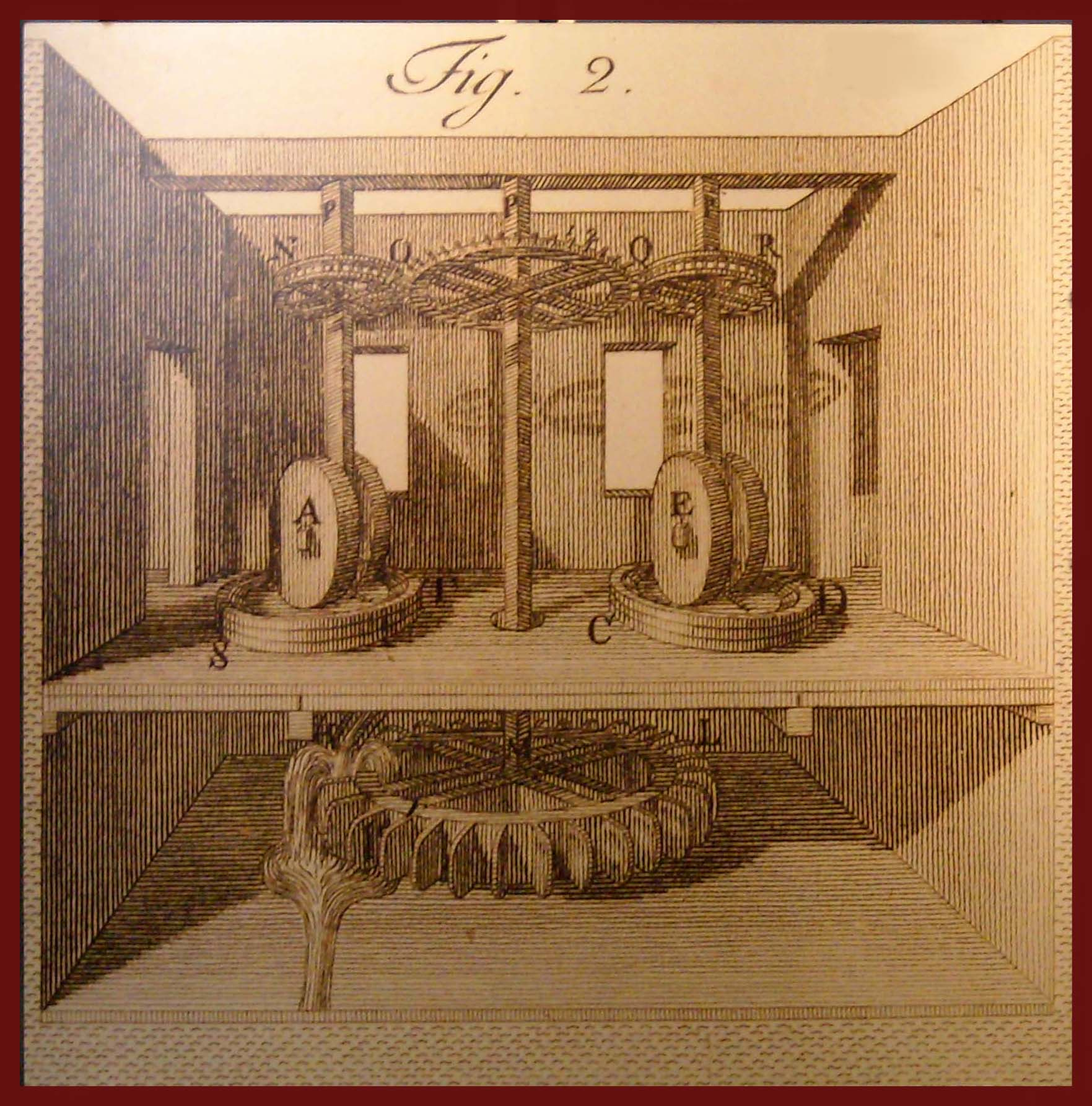
Antico frantoio
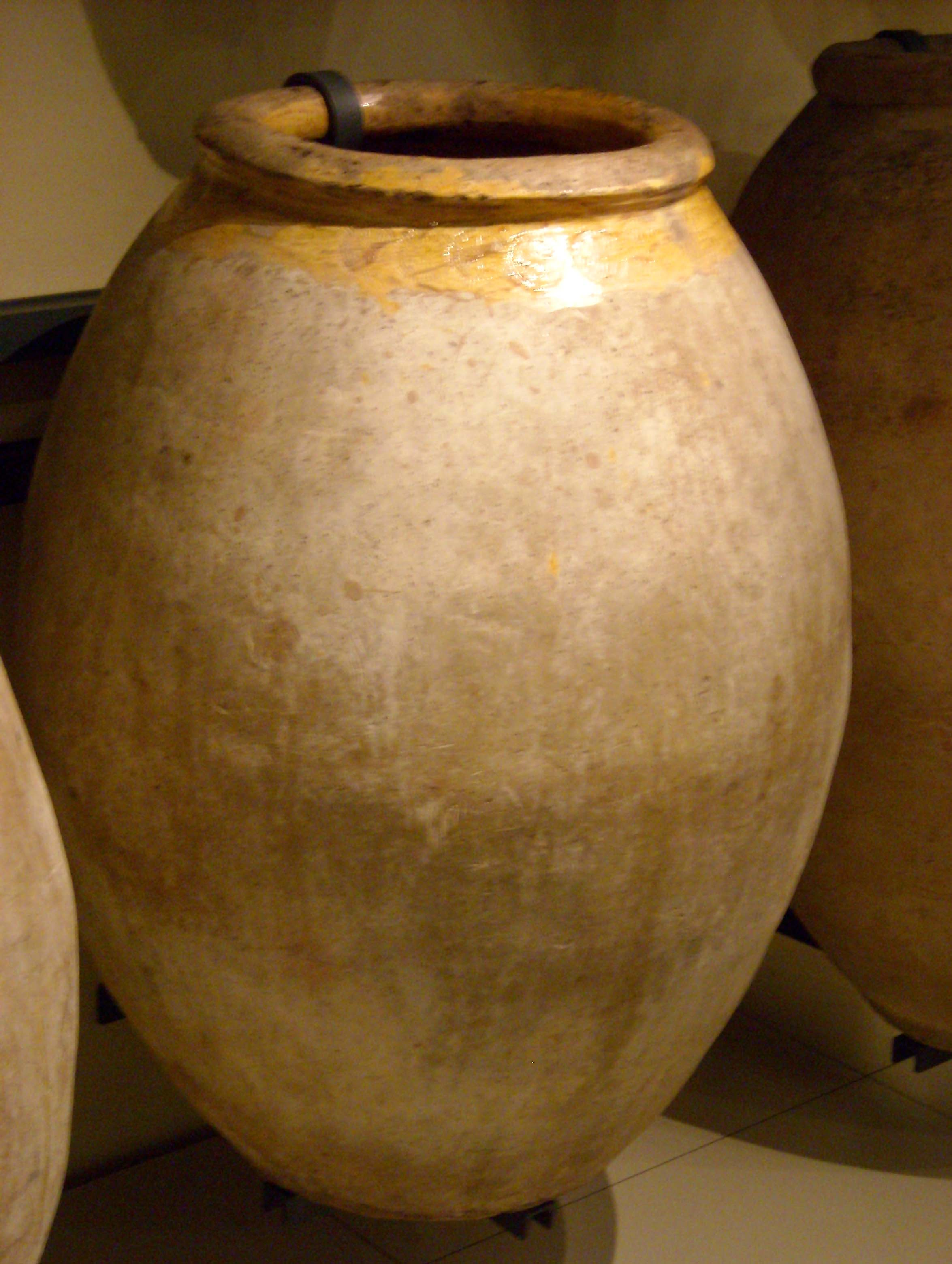
Una giara usata nel passato
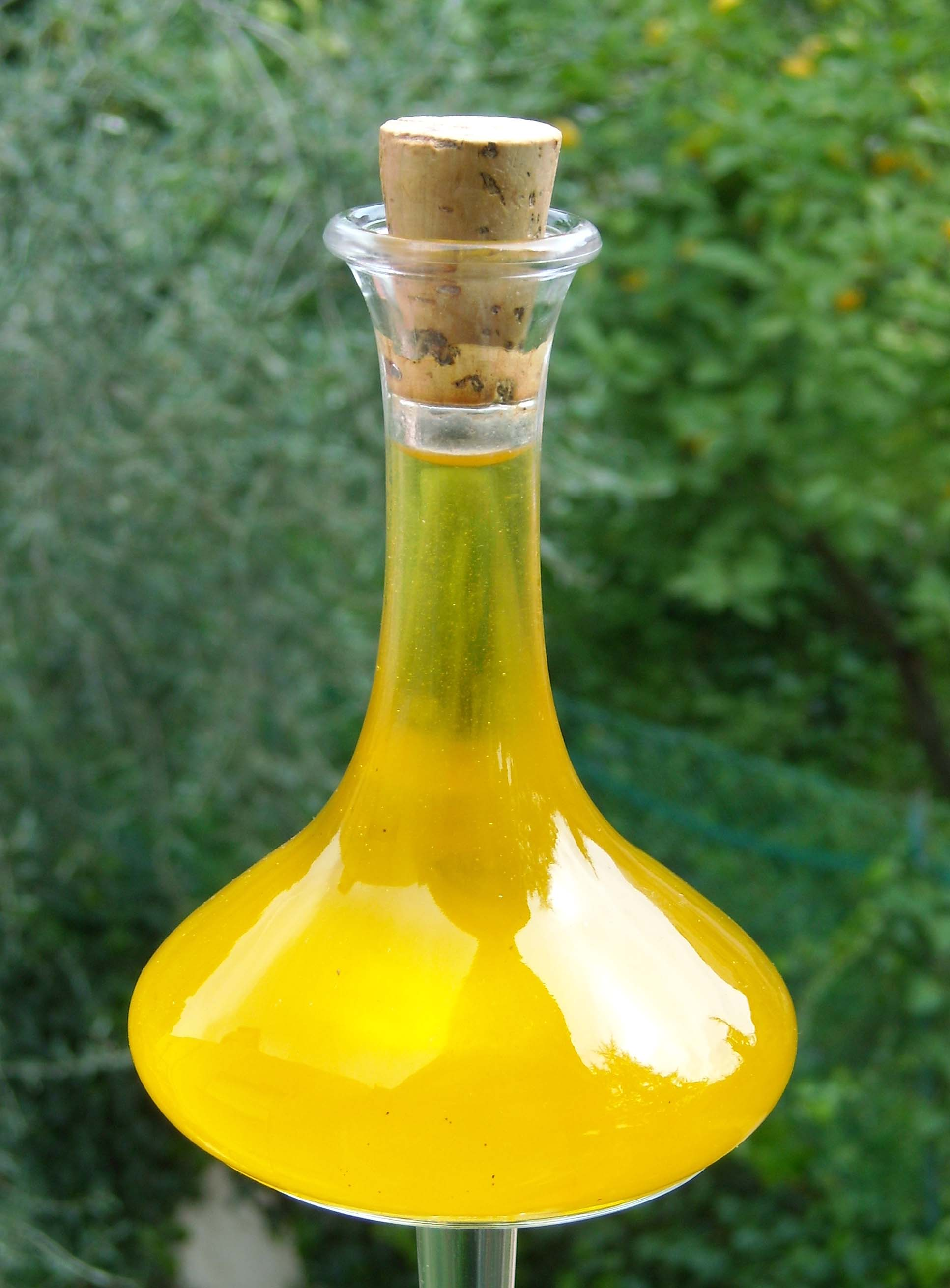
Il colore

## Metodo di raccolta

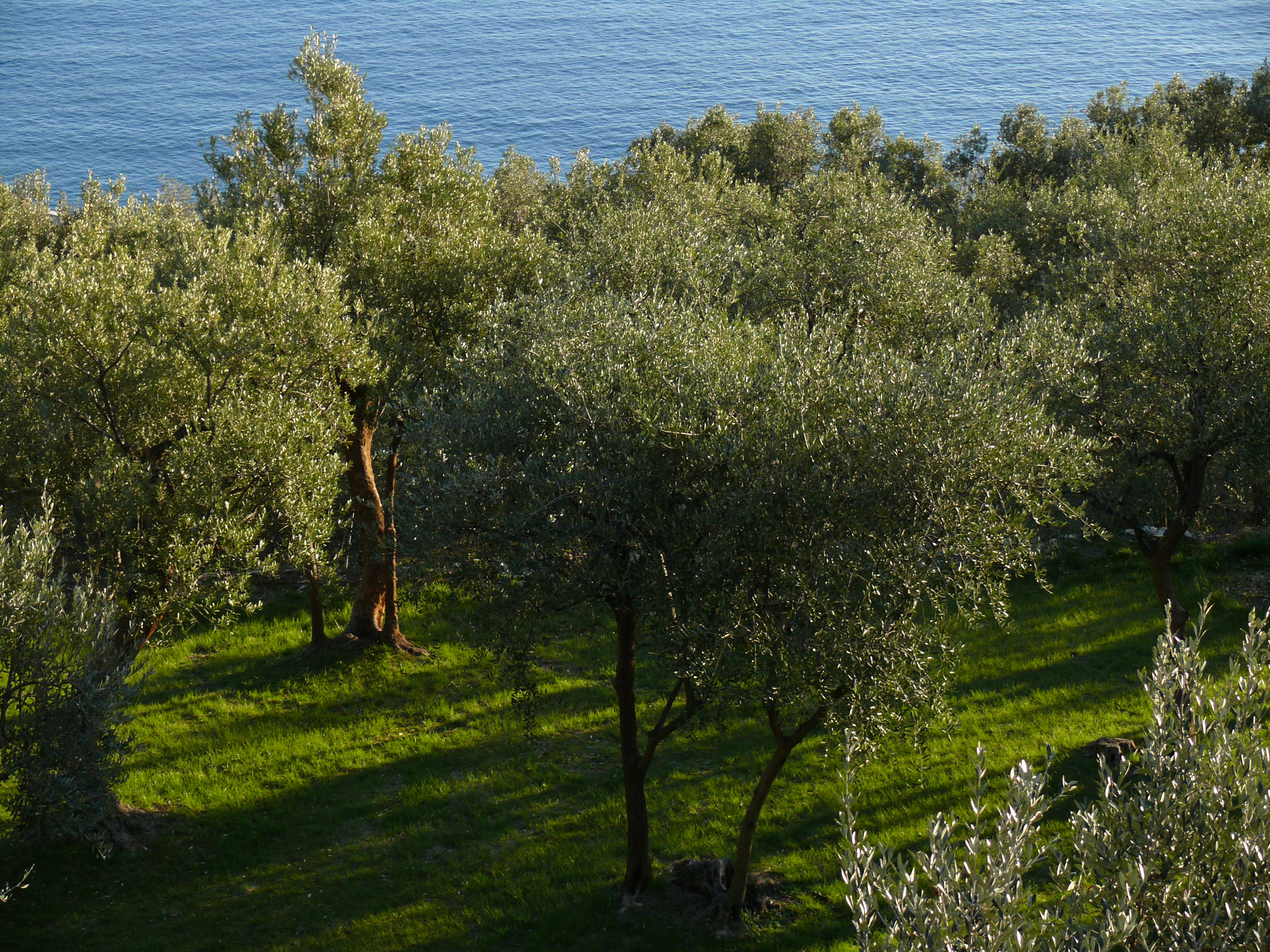
Oliveti sulla Riviera Ligure

Per raccogliere le olive della varietà taggiasca attualmente vengono stese sotto le piante ampie stuoie di rete a maglia fitta; le stuoie vengono posizionate in periodi antecedenti la vera e propria raccolta, al fine di consentire il recupero dei frutti che cadono anzitempo in modo naturale. Il periodo della raccolta sarà poi caratterizzato da manovalanze che, attrezzate con lunghi bastoni chiamati trappe, scuotono fisicamente i rami degli ulivi, al fine di far cadere più frutti possibile sulle reti sottostanti.
Si sta rapidamente diffondendo il metodo più veloce e meno faticoso della raccolta meccanica, per mezzo di bacchiatori elettrici o a motore.
Il metodo tradizionale di raccolta praticato nell'imperiese, tuttavia, prevedeva che le olive cadute prima della bacchiatura venissero raccolte a mano e che quelle ancora sull'albero venissero fatte cadere, con le trappe, su teli e poi raccolte manualmente. Il compito della sbattitura spettava tradizionalmente agli uomini, mentre quello della raccolta a terra alle donne. Tale metodo è in disuso per le conseguenze a livello organolettico sull'olio ottenuto da olive raccolte con questo metodo.